# Markowa
Markowa (prononcé : /marˈkɔva/) est une localité polonaise, siège de la gmina de Markowa, située dans le powiat de Łańcut en voïvodie des Basses-Carpates.

## Culture Locale et Patrimoine

### Personnalités Liées à la Commune
La famille Ulma, béatifiée par l'Eglise Catholique et reconnue Comme Juste parmi les nations. 